# Újezdec (Bělčice)
Újezdec je vesnice, čast města Bělčice v okrese Strakonice v Jihočeském kraji. Leží západně od Bělčic.

## Historie
První písemná zmínka o vesnici pochází z roku 1352. Až do roku 1918 se obec nazývala Oujezdec.

## Obyvatelstvo
V roce 1921 žilo v Újezdci, tehdy samostatné obci, ve 45 domech celkem 275 obyvatel, z nichž 272 se hlásilo k české národnosti.
| Rok            | 1869 | 1880 | 1890 | 1900 | 1910 | 1921 | 1930 | 1950 | 1961 | 1970 | 1980 | 1991 | 2001 | 2011 | 2021 |
| -------------- | ---- | ---- | ---- | ---- | ---- | ---- | ---- | ---- | ---- | ---- | ---- | ---- | ---- | ---- | ---- |
| Počet obyvatel | 285  | 297  | 290  | 265  | 249  | 275  | 232  | 187  | 186  | 132  | 104  | 79   | 65   | 60   | 52   |
| Počet domů     | 43   | 47   | 46   | 46   | 45   | 45   | 49   | 48   | 44   | 40   | 29   | 40   | 45   | 45   | 46   |

## Obecní správa
Při sčítání lidu v letech 1850–1879 Újezdec byl osadou města Bělčice v okrese Blatná. V letech 1880–1971 byl samostatnou obcí, se kterým patřil nejprve do okresu Blatná, ale od roku 1960 v okrese Strakonice. Od 26. listopadu 1971 je opět částí města Bělčice v okrese Strakonice, kdy se konaly obecní volby.

## Pamětihodnosti
- Kostel svaté Voršily byl postaven pravděpodobně mezi lety 1240 a 1250. Je jedním z nejstarších kostelů v kraji.
- Kaple svatého Vojtěcha
- Jihozápadně od vesnice leží přírodní rezervace Újezdec.
- Východně od vesnice se nachází rybník Luh, který je spolu s přitékajícím Závišínským potokem chráněn jako přírodní památka Závišínský potok.